# Expressão partitiva
Uma expressão partitiva é usada na Língua portuguesa para designar uma parte de um todo. São exemplo:
- "a maioria"
- "a minoria"
- "boa parte de"
- "grande parte de"
- "mais da metade de"
- "a maior parte de"
- "uma porção de"
- "parte de"
- "metade de"

No caso de Concordância verbal onde o sujeito é formado por uma expressão partitiva e um complemento, o verbo pode ficar no singular, concordando com a expressão partitiva, ou no plural, concordando com o complemento. Por exemplo, as duas frases:
- "A maioria das meninas saiu pra brincar."
- "A maioria das meninas saíram pra brincar."

estão corretas. Embora a primeira frase seja mais comum.
Fonte: http://escreverbem.com.br/expressoes-partitivas-e-concordancia-verbal/